# Krzysztof Śmiszek

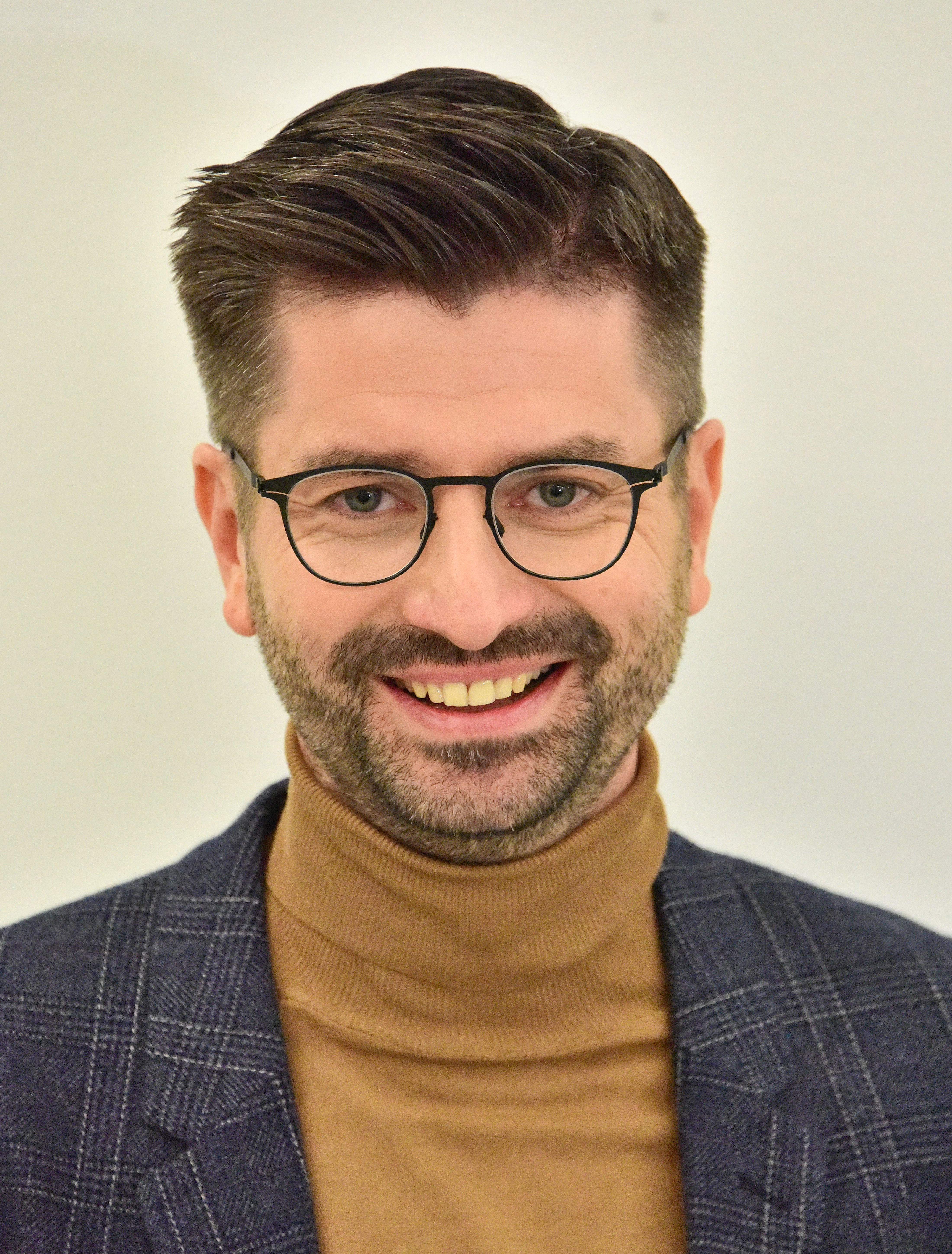
Krzysztof Śmiszek

Krzysztof Śmiszek (* 25. August 1979 in Stalowa Wola) ist ein polnischer Politiker und Rechtsanwalt.

## Leben
Śmiszek studierte an der Universität Warschau Rechtswissenschaften.
Bei der Parlamentswahl in Polen 2019 gelang ihm der Einzug als Abgeordneter in den Sejm für die Parteienkoalition Lewica. Vom 27. Januar 2020 bis 21. Januar 2024 war er Abgeordneter im Europarat für Polen. Ab 13. Dezember 2023 war er Stellvertretender Justizminister in Polen im Kabinett von Donald Tusk.
Im Juni 2024 gelang Śmiszek der Einzug bei der Europawahl 2024 in das Europäische Parlament.
Seit 2002 ist Śmiszek mit dem polnischen Rechtsanwalt, Politiker und Abgeordneten Robert Biedroń liiert.